# 猿橋町
猿橋町（さるはしちょう）は山梨県北都留郡にあった町。現在の大月市猿橋町各町にあたる。本項では町制前の名称である大原村（おおはらむら）についても述べる。

## 地理
- 山：高畑山、九鬼山
- 河川：桂川

## 歴史
- 1871年（明治4年） - 都留郡殿上村、小沢村、朝日小沢村、猿橋村、藤崎村及び小篠村が合併して、大原村が発足する。
- 1878年（明治11年）7月22日 - 郡区町村編制法の施行により、大原村が北都留郡の所属となる。
- 1889年（明治22年）7月1日 - 町村制の施行により、大原村の区域をもって、大原村が発足する。
- 1935年（昭和10年）4月1日 - 大原村が町制施行及び名称を変更して、猿橋町となる。
- 1940年（昭和15年）5月20日 - 猿橋駅付近から出火して延焼。家屋約100戸全焼。2人行方不明[2]。
- 1954年（昭和29年）8月8日 - 大月町、猿橋町、七保町、梁川村、笹子村、初狩村及び賑岡村が合併して、大月市が発足する。

## 交通

### 鉄道路線
- 日本国有鉄道
  - 中央本線
    - 猿橋駅

### 道路
- 国道20号

現在は旧町域に中央自動車道の猿橋バスストップが所在するが、当時は未開通。

## 名所・旧跡・観光スポット・祭事・催事
- 猿橋